# Daniel Segura
Daniel Segura (n. Esmeraldas, Ecuador; 17 de marzo de 1999) es un futbolista ecuatoriano. Juega de delantero y su equipo actual es Leones de la Serie B de Ecuador.

## Trayectoria
Se inició en el Panamá Sporting Club en Segunda Categoría, luego pasó a Fuerza Amarilla donde logró debutar profesionalmente en la Serie B de Ecuador.
Para 2017 pasó a Mushuc Runa Sporting Club donde jugó dos temporadas y logró el ascenso a la Serie A de Ecuador, serie de privilegio de dicho país.
En 2019 fue contratado por el América de Quito.
En junio de 2021 fue anunciado por el Tepatitlán Fútbol Club de la Liga de Expansión MX, en condición de cesión por seis meses desde el Puebla.
Para la temporada 2022 fue fichado por Sociedad Deportiva Aucas.

## Selección nacional

### Categorías inferiores

#### Participaciones en Sudamericanos
| Campeonato                     | Sede  | Resultado    | Partidos | Goles |
| ------------------------------ | ----- | ------------ | -------- | ----- |
| Sudamericano Sub-20 de 2019    | Chile | Campeón      | 2        | 1     |
| Juegos Panamericanos Lima 2019 | Perú  | Primera fase | 3        | 0     |

#### Participaciones en Copas del Mundo
| Campeonato                  | Sede    | Resultado    | Partidos | Goles |
| --------------------------- | ------- | ------------ | -------- | ----- |
| Copa Mundial Sub-20 de 2019 | Polonia | Tercer lugar | 4        | 0     |

## Estadísticas

### Clubes
Actualizado al último partido disputado el 24 de noviembre de 2024.
| Panamá S. C. · Ecuador         | 3.ª                 | 2014                | 5   | 2  | — | — | — | — | 5   | 2  |
| Panamá S. C. · Ecuador         | Total club          | Total club          | 5   | 2  | 0 | 0 | 0 | 0 | 5   | 2  |
| Fuerza Amarilla · Ecuador      | 2.ª                 | 2015                | 3   | 0  | — | — | — | — | 3   | 0  |
| Fuerza Amarilla · Ecuador      | Total club          | Total club          | 3   | 0  | 0 | 0 | 0 | 0 | 3   | 0  |
| Audaz Octubrino · Ecuador      | 3.ª                 | 2016                | 3   | 0  | — | — | — | — | 3   | 0  |
| Audaz Octubrino · Ecuador      | Total club          | Total club          | 3   | 0  | 0 | 0 | 0 | 0 | 3   | 0  |
| Anaconda F. C. · Ecuador       | 3.ª                 | 2016                | 12  | 2  | — | — | — | — | 12  | 2  |
| Anaconda F. C. · Ecuador       | Total club          | Total club          | 12  | 2  | 0 | 0 | 0 | 0 | 12  | 2  |
| Canteras del Jubones · Ecuador | 3.ª                 | 2017                | 2   | 0  | — | — | — | — | 2   | 0  |
| Canteras del Jubones · Ecuador | Total club          | Total club          | 2   | 0  | 0 | 0 | 0 | 0 | 2   | 0  |
| Mushuc Runa · Ecuador          | 2.ª                 | 2017                | 3   | 0  | — | — | — | — | 3   | 0  |
| Mushuc Runa · Ecuador          | 2.ª                 | 2018                | 19  | 1  | — | — | — | — | 19  | 1  |
| América de Quito · Ecuador     | 1.ª                 | 2019                | 12  | 2  | 2 | 0 | — | — | 14  | 2  |
| América de Quito · Ecuador     | 2.ª                 | 2020                | 9   | 1  | — | — | — | — | 9   | 1  |
| América de Quito · Ecuador     | Total club          | Total club          | 21  | 3  | 2 | 0 | 0 | 0 | 23  | 3  |
| S. D. Aucas · Ecuador          | 1.ª                 | 2022                | 13  | 1  | 2 | 1 | — | — | 15  | 2  |
| S. D. Aucas · Ecuador          | 1.ª                 | 2023                | 2   | 0  | 1 | 0 | 0 | 0 | 3   | 0  |
| S. D. Aucas · Ecuador          | Total club          | Total club          | 15  | 1  | 3 | 1 | 0 | 0 | 18  | 2  |
| Guayaquil City · Ecuador       | 1.ª                 | 2023                | 6   | 0  | — | — | — | — | 6   | 0  |
| Guayaquil City · Ecuador       | Total club          | Total club          | 6   | 0  | 0 | 0 | 0 | 0 | 6   | 0  |
| Mushuc Runa · Ecuador          | 1.ª                 | 2024                | 14  | 1  | 3 | 0 | — | — | 17  | 1  |
| Mushuc Runa · Ecuador          | Total club          | Total club          | 36  | 2  | 3 | 0 | 0 | 0 | 39  | 2  |
| Leones F. C. · Ecuador         | 2.ª                 | 2025                | 0   | 0  | 0 | 0 | — | — | 0   | 0  |
| Leones F. C. · Ecuador         | Total club          | Total club          | 0   | 0  | 0 | 0 | 0 | 0 | 0   | 0  |
| Total en su carrera            | Total en su carrera | Total en su carrera | 103 | 10 | 8 | 1 | 0 | 0 | 111 | 11 |
| 1.                             |                     |                     |     |    |   |   |   |   |     |    |

## Palmarés

### Campeonatos provinciales
| Título                        | Club            | País    | Año  |
| ----------------------------- | --------------- | ------- | ---- |
| Segunda Categoría de El Oro   | Audaz Octubrino | Ecuador | 2016 |
| Segunda Categoría de Orellana | Anaconda F. C.  | Ecuador | 2016 |

### Campeonatos nacionales
| Título             | Club  | País    | Año  |
| ------------------ | ----- | ------- | ---- |
| Serie A de Ecuador | Aucas | Ecuador | 2022 |

### Campeonatos internacionales
| Título              | Equipo         | Año  |
| ------------------- | -------------- | ---- |
| Sudamericano Sub-20 | Ecuador sub-20 | 2019 |